# Menghuoius kusakabei
Menghuoius kusakabei är en skalbaggsart som beskrevs av Kawashima 2002. Menghuoius kusakabei ingår i släktet Menghuoius och familjen Rhagophthalmidae. Inga underarter finns listade i Catalogue of Life.